# Francesco Griffo
Francesco Griffo o Griffi, noto anche come Francesco da Bologna (Bologna, 1450 circa – Bologna, 1518 circa) è stato un tipografo e incisore di caratteri italiano.
Le serie di caratteri da lui disegnate ebbero una vasta e duratura influenza sull'arte tipografica. È inoltre considerato l'inventore del corsivo tipografico, ideato per lo stampatore veneziano Aldo Manuzio.

## Biografia

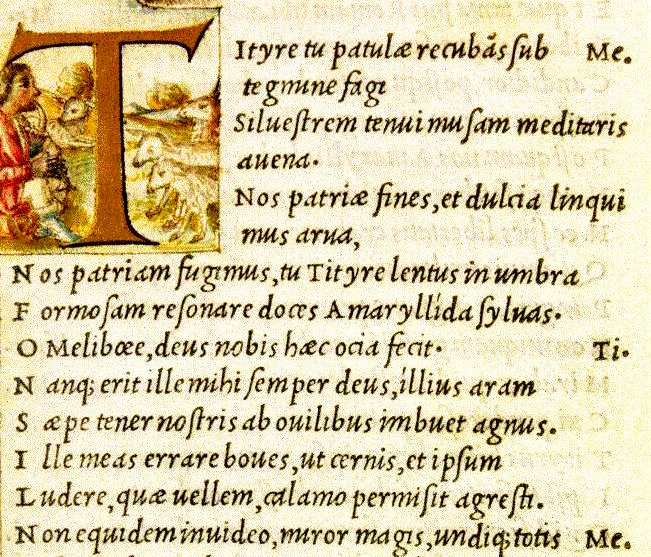
Incipit delle Bucoliche nell'edizione di Virgilio stampata da Aldo nel 1501 con i caratteri corsivi creati da Griffo.

Figlio di Cesare, forse orefice, iniziò l'attività di incisore nella città natale, forse presso la bottega di Benedetto Faelli. Nel 1475 si trasferì a Padova, dove rimase fino al 1480.
Si trasferì poi a Venezia, centro tipografico e editoriale di primaria importanza a livello europeo. Qui forse lavorò per i fratelli Giovanni e Gregorio De Gregori, editori di libri illustrati; anche se non vi sono certezze in proposito, la qualità dei caratteri utilizzati in alcune loro edizioni suggerisce che il loro incisore fosse il Griffo.

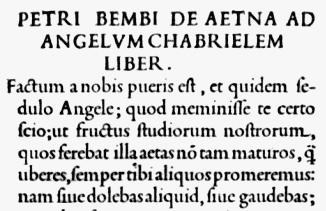
L'incipit del De Aetna stampato da Manuzio.

A partire dal 1494 Griffo lavorò per Aldo Manuzio, uno dei più importanti stampatori di tutti i tempi: per lui disegnò almeno sei serie di caratteri tondi, contraddistinti da grande eleganza e armonia, che rappresentavano un perfezionamento rispetto a quelli di Nicolas Jenson. Tra essi quelli utilizzati per il De Aetna di Pietro Bembo (finito di stampare nel febbraio 1496) e per la Hypnerotomachia Poliphili (1499), che sono considerati tra gli esempi più significativi dell'arte tipografica rinascimentale. Per Manuzio, Griffo disegnò anche (a partire dal 1495) quattro serie di caratteri greci (utilizzati, tra le altre, in edizioni di opere di Aristotele e di Sofocle) e una di caratteri ebraici.
Qualche anno più tardi Griffo disegnò il primo corsivo. Questa volta non si trattò di un carattere, bensì di uno stile tipografico: Griffo riuscì ad imitare un tipo di scrittura, la scrittura corsiva, usata dalla cancelleria papale e dagli umanisti dell'epoca. Tale calligrafia è contraddistinta da una lieve inclinazione verso destra.
Le prime parole in corsivo della storia dell'editoria (iesus e iesu dolce iesu amore) comparvero in un'edizione delle Epistole di Caterina da Siena stampata da Aldo nel settembre 1500; lo stile fu poi utilizzato in un'aldina in-ottavo dell'opera omnia di Virgilio nell'aprile 1501, che è il primo libro al mondo stampato interamente in corsivo. Nello stesso anno Aldo Manuzio, desideroso di assicurarsi i vantaggi commerciali che l'innovazione prometteva, ottenne dal governo veneziano un privilegio, in pratica l'utilizzo esclusivo del corsivo. L'anno successivo il privilegio fu esteso all'uso di tutti i caratteri disegnati dal Griffo. Questo forse contribuì al deteriorarsi dei rapporti tra i due, visto che Griffo non traeva alcun beneficio economico dai privilegi concessi a Manuzio. Griffo lasciò Venezia alla fine del 1502. Nei dieci-dodici anni di collaborazione con Manuzio, Griffo realizzò dodici serie di caratteri in tre diverse lingue (latino, greco ed ebraico).
Negli anni successivi Griffo fu al servizio di Gershom Soncino (attivo a Fano tra il 1502 e il 1507), di Ottaviano Petrucci e Bernardino Stagnino (1511-1513), e di Filippo Giunti (1513-1515). Poi rientrò a Bologna, dove intraprese l'attività di stampatore in proprio, pubblicando nel 1516-17 sei edizioni di classici italiani e latini in volumi di piccolo formato: il Canzoniere e i Trionfi di Petrarca, l'Arcadia di Sannazzaro, gli Asolani del Bembo, il Labirinto d'amore di Boccaccio, le Epistolae familiares di Cicerone e i Dictorum et factorum memorabilium di Valerio Massimo. Per essi utilizzò un nuovo stile di corsivo, diverso da quelli utilizzati in precedenza. Negli anni successivi lo stile del tipografo bolognese divenne noto in tutta Europa come "italique", "italic", "italico" (tranne che in Spagna, dove fu chiamato "letra grifa").
Griffo morì probabilmente sul patibolo, giustiziato per l'omicidio del genero che egli aveva colpito a morte con una spranga di ferro (o con un punzone incompiuto) durante un alterco insorto dentro l'abitazione bolognese in cui vivevano entrambi. Dopo l'anno 1518 non vi sono più notizie su di lui.

## Eredità culturale

Matrice monotype del carattere Bembo.

I volumi realizzati dal Griffo negli anni 1516-17 sono conservati nella Biblioteca dell'Archiginnasio di Bologna.
Nessuno dei punzoni e delle matrici prodotti da Griffo è sopravvissuto fino a oggi.
La tesi di Antonio Panizzi secondo cui Griffo era da identificare con Francesco Raibolini detto il Francia, orefice, cesellatore e pittore, è stata confutata dal bibliografo Giacomo Maria Manzoni.
Molti disegnatori nei secoli successivi trassero ispirazione dai caratteri disegnati da Griffo. Tra i tipi di carattere odierni la cui creazione è stata ispirata da Francesco Griffo vi sono: il Poliphilus e il Bembo della Monotype Corporation, il corsivo Cloister Old Style di Morris Fuller Benton, il tondo JY Aetna di Jack Yan, il tondo Aldine 401 della Bitstream Inc. e il Griffo Classico di Franko Luin. E ancora: i tondi di Claude Garamond, il Dante di Giovanni Mardersteig, e il Minion di Robert Slimbach.